# اکمن (ویرجینیای غربی)
اکمن (به انگلیسی: Eckman) یک منطقهٔ مسکونی در ایالات متحده آمریکا است که در شهرستان مک‌داول، ویرجینیای غربی واقع شده‌است.